# Диптуры
Диптуры (лат. Dipturus) — род скатов семейства ромбовых отряда скатообразных. Это хрящевые рыбы, ведущие донный образ жизни, с крупными, уплощёнными грудными плавниками в форме ромба и выступающим рылом. На вентральной стороне диска расположены 5 жаберных щелей, ноздри и рот. Хвост длинный и тонкий. Максимальная длина 240 см. Эти скаты обитают в тропических водах всех океанов. Встречаются на глубине до 1328 м при температуре от −0,82 °C до 22,26 °C. Размножаются, откладывая яйца, заключённые в прочную роговую капсулу с выступами по углам.
Название рода происходит др.-греч. δίς — «дважды» и греч. πτερόν — «крыло».

## Классификация
В настоящее время в состав рода включают 50 видов:
- Dipturus acrobelus Last, White & Pogonoski, 2008
- Dipturus amphispinus Last & Alava, 2013
- Dipturus apricus  Last, White & Pogonoski, 2008
- Dipturus argentinensis Díaz de Astarloa, Mabragaña, Hanner & Figueroa, 2008
- Dipturus australis  (MacLeay, 1884)
- Dipturus batis  (Linnaeus, 1758)
- Dipturus bullisi  (Bigelow & Schroeder, 1962)
- Dipturus campbelli  (Wallace, 1967)
- Dipturus canutus  Last, 2008
- Dipturus cerva  (Whitley, 1939)
- Dipturus confusus  Last, 2008
- Dipturus crosnieri  (Séret, 1989)
- Dipturus diehli  Soto & Mincarone, 2001
- Dipturus doutrei  (Cadenat, 1960)
- Dipturus ecuadoriensis (Beebe & Tee-Van, 1941)
- Dipturus endeavouri  Last, 2008
- Dipturus falloargus  Last, 2008
- Dipturus flavirostris  (Philippi, 1892)
- Dipturus flindersi  (Last & Gledhill, 2008)
- Dipturus garricki  (Bigelow & Schroeder, 1958)
- Dipturus gigas  (Ishiyama, 1958)
- Dipturus grahami  Last, 2008
- Dipturus gudgeri  (Whitley, 1940)
- Dipturus healdi  Last, White & Pogonoski, 2008
- Dipturus innominatus  (Garrick & Paul, 1974)
- Dipturus johannisdavisi  (Alcock, 1899)
- Dipturus kwangtungensis  (Chu, 1960)
- Dipturus laevis  (Mitchill, 1818)
- Dipturus lanceorostratus  (Wallace, 1967)
- Dipturus leptocauda  (Krefft & Stehmann, 1975)
- Dipturus linteus  (Fries, 1838)
- Dipturus macrocauda  (Ishiyama, 1955)
- Dipturus melanospilus  Last, White & Pogonoski, 2008
- Dipturus mennii  Gomes & Paragó, 2001
- Dipturus nidarosiensis  (Storm, 1881) — Норвежский скат
- Dipturus oculus  Last, 2008
- Dipturus olseni  (Bigelow & Schroeder, 1951)
- Dipturus oregoni  (Bigelow & Schroeder, 1958)
- Dipturus oxyrinchus  (Linnaeus, 1758)
- Dipturus polyommata  (Ogilby, 1910)
- Dipturus pullopunctatus  (Smith, 1964)
- Dipturus queenslandicus  Last, White & Pogonoski, 2008
- Dipturus springeri  (Wallace, 1967)
- Dipturus stenorhynchus  (Wallace, 1967)
- Dipturus teevani  (Bigelow & Schroeder, 1951)
- Dipturus tengu  (Jordan & Fowler, 1903)
- Dipturus trachyderma (Krefft & Stehmann, 1975)
- Dipturus wengi  Séret & Last, 2008
- Dipturus whitleyi  (Iredale, 1938)
- Dipturus wuhanlingi  Jeong & Nakabo, 2008